# Normierbarkeitskriterium von Kolmogoroff
Das Normierbarkeitskriterium von Kolmogoroff (englisch Kolmogorov’s normability criterion) ist ein Lehrsatz der Funktionalanalysis, einem der Teilgebiete der Mathematik. Es geht zurück auf eine Arbeit des russischen Mathematikers Andrej Kolmogoroff aus dem Jahr 1934.

## Kriterium
Das Normierbarkeitskriterium von Kolmogoroff besagt:
Die Topologie {\displaystyle \tau } eines hausdorffschen topologischen Vektorraums {\displaystyle (E,\tau )} wird genau dann durch eine Norm erzeugt, wenn dessen Nullvektor eine  Umgebung besitzt, welche eine zugleich beschränkte und konvexe Teilmenge von {\displaystyle (E,\tau )} ist.
Ist die genannte Bedingung erfüllt, so ist {\displaystyle (E,\tau )} ein normierbarer Raum.

## Anwendungsbeispiel
Obige Charakterisierung normierbarer Räume kann verwendet werden, um festzustellen, dass ein Raum nicht normierbar ist:
Der Folgenraum
{\displaystyle \omega =\prod _{n\in \mathbb {N} }{\mathbb {K} }}
aller {\displaystyle \mathbb {K} }-Folgen ({\displaystyle \mathbb {K} =\mathbb {R} } oder {\displaystyle \mathbb {K} =\mathbb {C} }), versehen mit der Produkttopologie, ist ein unendlich-dimensionaler vollständig metrisierbarer topologischer Vektorraum, in welchem die Nullfolge {\displaystyle (0)_{n\in \mathbb {N} }} keine beschränkte Umgebung besitzt. Daher ist {\displaystyle \omega } nicht normierbar.

## Historisches
Walter Rudin verweist in seiner Functional Analysis (2. Auflage, S. 400) darauf, dass das Normierbarkeitskriterium von Kolmogoroff möglicherweise den ersten Lehrsatz der Theorie der lokalkonvexen Räume darstellt.